# Microsoft Azure
Microsoft Azure és una col·lecció de serveis informàtics integrats al núvol (que conté, entre d'altres, eines referents a l'anàlisi, la procedimentació, les bases de dades, les xarxes de gestió d'emmagatzemament, la gestió web...) que cada vegada incorpora una quantitat major d'eines per a la gestió i preservació de continguts d'informació digital. Ha estat desenvolupada i pertany a la corporació Microsoft Corporation.

## Definició
En el món dels serveis de dades i de la infraestructura computacional, cada vegada són més les empreses i corporacions que es decideixen a portar els seus serveis al núvol, o bé complementar els seus servidors remots amb altres locals. Azure sorgeix com a resposta a tot això. Es tracta d'una oferta de plataforma i infraestructura com a servei.
Sintetitzant els termes, podríem referir-lo com a centenars de Datacenters, amb una gran quantitat de recursos que poden ser consumits per persones o empreses des de qualsevol part del món, pagant tan sols pel que fan servir.
Azure no representa tan sols emmagatzemar i muntar una base de dades al núvol, sinó que a més, pretén oferir serveis avançats de plataforma, i aquest és potser un dels principals trets que el diferencien dels altres productes Cloud que trobem al mercat. En definitiva, proposen una solució integral a problemes que moltes vegades són costosos i complexos per a una empresa, ja solucionats per a Microsoft, i que es poden oferir com a servei.

## Característiques
Microsoft Azure utilitza un sistema operatiu especialitzat, que té el mateix nom, per a fer córrer en les seves "capes" un clúster localitzat en els servidors de dades de Microsoft que s'encarreguen de gestionar els recursos emmagatzemats, així com el processament per a proveir-los.
En diverses ocasions se l'ha descrit com una capa de núvols a la part superior d'una sèrie de sistemes que es basen en Windows Server 2008 i una versió personalitzada de Hyper-V, conegut com el Microsoft Azure Hipervisor de virtualització, per a proporcionar els serveis.
La fiabilitat és controlada per Microsoft Azure Fabric Controller, amb l'objectiu que l'entorn i els serveis no puguin caure en el Microsoft Data Center, que proporciona la gestió de l'aplicació web, així com els recursos de memòria i el balanç de càrrega.
Azure proporciona una API basada en REST, HTTP i XML que permet als desenvolupadors poder interactuar amb els seus serveis. Microsoft també ofereix una biblioteca de classes pel costat del client gestionat que encapsula les funcions d'interacció amb els serveis.
A més de la interacció amb els serveis a través de l'API, els usuaris poden gestionar els serveis d'Azure mitjançant Azure Portal basat en la web, que va arribar a la disponibilitat general el desembre de 2015. El portal permet als usuaris navegar pels recursos actius, modificar la programació, llençar nous recursos, i veure les dades de monitoratge bàsiques de les màquines virtuals i serveis actius.

## Objectius
Alguns dels objectius que Microsoft Azure es planteja a nivell de rendiment són els següents:
| Recurs | Límit predeterminat                             |
| --- | ----------------------------------------------- |
| Nombre màxim de comptes d'emmagatzament per subscrició                                                                                   | 100                                             |
| TB per compte d'emmagatzament | 500 TB                                          |
| Nombre màxim de contenidors de blobs, blobs, recursos compartits d'arxius, taules, cues, entitats o missatges per compte d'emmagatzanent | L'unica limitació existent radica en els 500 TB |

## Controvèrsies
Microsoft Azure ha rebut crítiques importants per part de defensors i activistes dels drets humans en el marc de la campanya "No Azure for Apartheid", que acusa l'empresa de proporcionar serveis al núvol i d'IA a entitats implicades en polítiques opressives, especialment als territoris palestins ocupats. Els crítics argumenten que la tecnologia d'Azure podria permetre la vigilància, el desplaçament i la discriminació sistèmica, establint paral·lelismes amb la complicitat històrica en els règims de l'apartheid. S'han plantejat preocupacions similars sobre altres gegants tecnològics, com amb la campanya No Tech for Apartheid, però els contractes governamentals i les associacions militars de Microsoft l'han sotmès a un intens escrutini. Els manifestants exigeixen transparència, supervisió ètica i la rescissió dels contractes que puguin facilitar les violacions dels drets humans. Microsoft ha defensat el seu compliment de les lleis internacionals, però els opositors insisteixen que la mera adherència legal és insuficient quan les tecnologies podrien exacerbar l'opressió. El debat reflecteix tensions més àmplies entre els beneficis corporatius, l'ètica tecnològica i la responsabilitat a les zones de conflicte.

## Aplicacions
Microsoft Azure està format per diverses aplicacions i serveis. Per tal d'analitzar-los de la manera més clara i concisa possible, que en faciliti la seva comprensió, n'estructurarem el seu desenvolupament de la manera següent:
- Solucions populars
  - Aplicacions web
  - Aplicacions mòbils
  - Màquines virtuals
  - Anàlisi de dades
  - Informàtica d'alt rendiment
  - Internet de les coses
  - Desenvolupament i proves
  - Emmagatzematge, còpia de seguretat i recuperació

- Procés
  - Màquines virtuals
  - Virtual Machine Scale Sets
  - Serveis al núvol
  - Lot
  - RemoteAPP
  - Service Fabric
  - Servei de contenidors Azure
- Web i mòbil
  - Servei d'aplicacions
    - Web
    - Mòbil
    - Aplicacions lògiques
    - Aplicacions API

  - Administració API
  - Bases de dades centrals de modificació
  - Mobile Engagement
  - Functions
- Dades i emmagatzematge
  - Base de dades SQL
  - Document DB
  - Redis Cache
  - Emmagatzament: blocs, taules, arxius i discs
  - Storsimple
  - Emmagatzament dades SQL
  - SQL Server Sketch Database
- Intel·ligència
  - Cortana intelligence
  - Cognitive Services
    - Language Understanding
    - Intelligent Service
    - Anàlisi de text
    - Model de llenguatge web
    - API de reconeixement facial
    - Emotion API
    - Speech API
    - Recomanacions
- Anàlisi
  - Anàlisi amb Data Lake
  - Emmagatzematge Data Lake
  - HDInsight
  - Aprenentatge automàtic
  - Anàlisi de transmissions
  - Factoria de dades
  - Catàleg de dades
  - Powe BI Embedded
- Internet de les coses
  - Conjunt aplicacions IoT
  - Centre IoT Azure
  - Centre d'events
  - Anàlisi de transmissions
  - Aprenentatge automàtic
  - Bases de dades centrals de modificacions
- Xarxes
  - Xarxa virtual
  - ExpressRoute
  - Administrador de trànsit
  - Equilibrador de càrrega
  - DNS Azure
  - Porta enllaç VPN
- Multimèdia i CDN
  - Serveis multimèdia
    - Codificació
    - Reproductor Azure
    - Media Analitics
    - Protecció de contingut
    - Streaming en directe

  - CDN

- Integració híbrida
  - Serveis BizTalk
  - Service Bus
  - Backup
  - Recuperació de llocs

- Administració d'identitat i accés
  - Active Directory Azure
  - Azure Active Direct
  - Serveis de domini
  - Azure Active Directory
  - Autenticació multifactors

## Beneficis que pot aportar
La utilització d'aquest servei suposa un nivell d'automatització tan elevat, que l'usuari final o l'empresa només s'han de preocupar de mantenir la seva aplicació o el servei que vulguin publicar i les seves dades.
Suposant l'exemplificació d'un agent d'e-commerce, caldrà que es preocupi que el lloc funcioni o que el catàleg de productes estigui al dia quant als preus o l'inventari. Però també necessitarà algú que es preocupi que aquest servei no caigui mai (en dies de molta afluència, com Nadal, per exemple), o que hi apareix una demanda inesperada, aixequi nous nodes per a cobrir aquesta demanda. És aquí on entra en joc el paper de Microsoft.
Quan tota aquesta administració tècnica és delegada a un tercer -en aquest cas, Microsoft Azure-, parlarem de Plataforma com a Servei (PaaS). L'usuari solament es fa càrrec de l'aplicació, que el seu negoci estigui ben implementat. D'aquí cap avall, aquest no s'haurà de preocupar de la infraestructura tècnica o de si necessita ordinadors amb WIndows, Linux, amb més o menys RAM, etc.
Aquí és on es troba el principal benefici, l'automatització de tot el que va de l'aplicació cap avall, que al seu torn permet (mitjançant l'aplicació de determinades lògiques) què és el que l'usuari vol fer o què és el que l'aplicació necessita.

## Què és una col·lecció de serveis al núvol?
Existeixen moltes definicions sobre els serveis al núvol o la informàtica al núvol (de l'anglès, "cloud computing"); una de força completa ens l'ofereix la Universitat de Califòrnia, que els defineix com el «programari lliurat com a servei a través d'Internet i el maquinari i els sistemes de programari dels centres de dades que proporcionen aquests serveis».
Aquest no és un concepte nou. Vinton Cerf, considerat un dels pares d'Internet, argumenta que es tracta d'una extensió natural del time-sharing inventat als anys setanta. En aquella època als mainframes (grans ordinadors que podien ocupar tota una habitació) s'hi accedia des de terminals lleugers sense gaire capacitat de càlcul ni memòria. Als anys 80, es va iniciar el pas als ordinadors personals "un ordinador a cada despatx i a cada casa", amb aparells dotats de recursos capaços de funcionar de manera independent. Ara s'està tornant als orígens, i els recursos de computació i memòria es tornen a concentrar en grans centres de dades (datacenters) i els usuaris hi accedeixen des dels nous terminals lleugers: els navegadors web.
A banda del concepte de consum com a servei, la diferència bàsica del núvol actual a la tecnologia dels anys 1970 és Internet, que permet que els terminals lleugers accedeixin als recursos des de qualsevol part del món en comptes de per xarxes locals.

## Per què utilitzar una col·lecció de serveis al núvol?
Els principals avantatges d'usar serveis al núvol són:
- Agilitat en l'aprovisionament i eliminació de barreres d'entrada. Amb quatre clicks, un parell d'hores i una targeta de crèdit es pot disposar d'un clúster de més de 100 servidors, quan es tardarien mesos en adquirir i posar en producció aquesta infraestructura fora del núvol.
- Flexibilitat per poder absorbir la demanda de manera elàstica.
- L'especialització i el volum afavoreixen les economies d'escala, ja sigui per aconseguir millors preus d'inversió com d'operació de la infraestructura.
- Eliminació de les barreres d'entrada. Possibilitat de realitzar proves o validar models de negoci sense afrontar grans despeses inicials d'inversió.
- Eficiència energètica per la concentració dels recursos.

## Per a més informació
- «Centre de documentació de Microsoft Azure». [Consulta: 8 maig 2016].
- «How to monitorize Microsoft Azure». [Consulta: 8 maig 2016].
- «De què parlem quan parlem de serveis al núvol?». Arxivat de l'original el 2016-08-12. [Consulta: 8 maig 2016].
- «Windows Azure Booth Camp». Arxivat de l'original el 2011-11-22. [Consulta: 8 maig 2016].
- «Base de datos SQL de Azure». Arxivat de l'original el 2011-12-09. [Consulta: 8 maig 2016].
- «Windows Azure Compute». Arxivat de l'original el 2011-12-06. [Consulta: 8 maig 2016].
- «Azure, la plataforma ‘cloud computing’ para trabajar en la nube de Microsoft». [Consulta: 8 maig 2016].